# Projet 100 000 génomes asiatiques
Le projet 100 000 génomes asiatiques a pour objectif de séquencer les génomes de 100 000 personnes asiatiques réparties dans au moins 19 pays dont 12 en  Asie du Sud-Est et au moins 7 autres pays dans le nord et l'est du continent asiatique. Le consortium GenomeAsia 100K supervise ce projet pour lequel une amélioration de la compréhension aussi bien de maladies congénitales rares que de maladies chroniques est attendue. Afin d'aboutir à une analyse plus profonde, les génomes séquencés seront mis en correspondance non seulement avec les données cliniques et le phénotype des personnes concernées mais aussi de leur microbiome.

## Modalités et organisations
Annoncé en février 2016 par le consortium GenomeAsia 100K, le projet est évalué au coût de $120 millions à $150 millions. On estime que près de 60 pétaoctets de données seront générés par ce projet. Stephan Schuster de l'université de technologie de Nanyang, à Singapour, est le directeur scientifique du projet. La firme Illumina pour le séquençage comprend les entreprises coréenne Macrogen et indienne MedGenome.
Le projet 100 000 génomes asiatiques se distingue du projet britannique 100 000 génomes qui met à la disposition des chercheurs du secteur public et privé les données obtenues sans délai (avec des frais d'accès) tandis que les données du projet asiatique ne seront partagées dans un premier temps seulement qu'avec les autres membres du consortium. Ces dernières ne seront mises à la disposition des autres chercheurs qu'après un délai de 18 à 36 mois.
Sur les 100 000 génomes séquencés dans les 19 pays, 30 000 concerneraient la population de l'Inde à elle seule sous la supervision de MedGenome, une entreprise de Bangalore spécialisée dans les tests de diagnostic en génétique moléculaire. De par son ampleur et son objectif, le projet 100 000 génomes asiatiques pourrait non seulement fournir l'occasion de nombreuses avancées dans le domaine médical mais également dans celui de la génétique des populations.